# Yūsuke Murayama
Pour les articles homonymes, voir Murayama (homonymie).
Yūsuke Murayama (村山 祐介, Murayama Yūsuke) est un footballeur japonais né le 10 juin 1981.